# 207655 Kerboguan
207655 Kerboguan è un asteroide della fascia principale. Scoperto nel 2007, presenta un'orbita caratterizzata da un semiasse maggiore pari a 2,2822649 au e da un'eccentricità di 0,2072286, inclinata di 3,94987° rispetto all'eclittica.